# Кампањола (Кремона)
Кампањола (итал. Campagnola) је насеље у Италији у округу Кремона, региону Ломбардија.
Према процени из 2011. у насељу је живело 25 становника. Насеље се налази на надморској висини од 57 м.